# Only Model A (1909)
Der Only Model A war ein preisgünstiger und sportlicher Personenwagen, der von 1909 bis 1911 als Zweisitzer und 1910 bis 1911 auch als Viersitzer angeboten wurde. Hersteller war die Only Motor Car Company in Port Jefferson, Suffolk County, New York, USA. Das Suffolk County liegt auf Long Island.

## Modellgeschichte
Die Only Motor Car Company war 1909 von lokalen Geschäftsleuten gegründet worden um eine vielversprechende Sportwagenkonstruktion des Franzosen François M. Richard herzustellen. Das Fahrzeug wurde nach einer Quelle in den ersten beiden Produktionsjahren als 12 HP Racytype Torpedo verkauft; nach einer anderen war die Bezeichnung stets Model A.
Richard war einer der letzten Verfechter des Einzylinder-Prinzips im Personenwagenbau. Der Vorteil wurde in weniger mechanischen Teilen gesehen, ein unruhiger Motorlauf wurde in Kauf genommen. Klassenüblich waren jedoch Zwei- und Vierzylindermotoren.
Die Only Motor Car Company beschränkte sich auf eine einzelne Baureihe und verzichtete zunächst auch auf Karosserievarianten. Erst 1911 kam mit dem Model F 4-passenger Torpedo eine zweite Version des gleichen Fahrzeugs hinzu. Mit einem Preis von US$ 700.- war der Only Model A ein sehr attraktives Angebot; ein wenig sportlicher Ford Modell T mit seinem 2,8 Liter-Vierzylindermotor und 22 bhp (16,4 kW) Leistung kostete 1910 als Runabout US$ 900.-. Die Preise für 30-PS-Wagen begannen ab etwa US$ 1400.-. Mit der Einführung des Model F zu US$ 1050.- wurde auch Model A um US$ 100.- teurer.
Der Hersteller nannte eine beachtliche Höchstgeschwindigkeit von 60 mph oder knapp 100 km/h. Die hohen Erwartungen erfüllten sich nicht, nur sehr wenige Fahrzeuge wurden gebaut. Möglicherweise ist nur ein einziger Model F entstanden.
Als 1912 ein Nachfolger erschien, der wiederum Model A hieß, steckte das Unternehmen bereits in finanziellen Schwierigkeiten.

## Technik

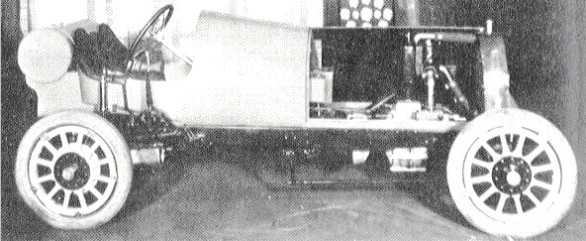
1910 Only 12HP Model A Racytype Torpedo (1910)

Der Only Model A war eine moderne Konstruktion. Das Fahrzeug wirkte wuchtig und sehr sportlich. Der Umriss des Kühlers erinnert an zeitgenössische Lorraine-Dietrich und Turcat-Méry aus Frankreich. Für das Model A von 1911 wird ein Gewicht von 15000 lb (680 kg) angegeben.

### Motor
Der Motor war eine Konstruktion von Richard. Er war ein sehr großer, wassergekühlter Einzylinder mit 5⅛ Zoll (130 mm) Bohrung und 10 Zoll (254 mm) Hub war und somit einen Hubraum von 206,3 c.i. (3381 cm³) aufwies. Die Kurbelwelle war auf Kugellagern gelagert und wies an beiden Enden Schwungscheiben auf. Die Ventile waren seitengesteuert, wobei unklar ist, ob sie, wie beim Nachfolger, nach dem T-Kopf-Prinzip angeordnet waren. Auch zur Zündanlage fehlen Angaben. Der Vergaser dürfte nach Richards Patent konstruiert gewesen sein. Die Leistung des Motors ist unbekannt; bei den in den meisten Quellen genannten 12 PS dürfte es sich um das A.L.A.M.-Rating handeln, das aus der Zylinderbohrung errechnet wird. Dies war eine damals übliche, allerdings sehr ungenaue Methode zu Leistungsbestimmung. Der Cadillac Model Thirty von 1909 leistete 30 bhp (22,4 kW) aus vier Zylindern und 3,7 Liter Hubraum.

### Kraftübertragung
Genaue Angaben zur Kraftübertragung liegen nicht vor. Ein konventionelles Dreigang-Schaltgetriebe und eine Mehrscheibenkupplung waren zu dieser Zeit üblich, andere Lösungen wie etwa ein Friktionsgetriebe wären wohl in der Presse erwähnt worden. Die Abbildungen zeigen einerseits keine Ketten oder Kettengehäuse vor der Hinterachse und deuten andererseits auf ein Differential an der Hinterachse hin, sodass eine moderne Kraftübertragung mittels Kardanwelle auf die Hinterachse wahrscheinlich ist.

### Fahrgestell und Aufhängung
Der Only Model A hatte, soweit sichtbar, einen konventionellen Leiterrahmen. Das Fahrzeug hatte Starrachsen vorn und hinten. Die Vorderachse war an Halbelliptik-Blattfedern aufgehängt. Zur hinteren Aufhängung ist nichts bekannt; der Nachfolger hatte ebenfalls Halbelliptik-Blattfedern. Fotos legen die Underslung-Bauart nahe. Der Radstand wird mit 104 Zoll (2642 mm) angegeben. Dass das Fahrzeug als Rechtslenker ausgelegt ist, war damals nicht ungewöhnlich; hingegen ist die extrem weit nach hinten versetzte Position der beiden Einzelsitze unüblich. Sie sind praktisch über der Hinterachse angebracht. Weil der Motor zudem stehend weit vorn im Fahrgestell (direkt hinter dem Kühler) untergebracht ist, entsteht in der Mitte des Fahrzeugs ein großer, nicht nutzbarer Raum.
Zeitgenössische Aufnahmen zeigen hölzerne Artillerieräder mit vorn zehn und hinten zwölf Speichen sowie Halterungen für einen abnehmbaren Felgenkranz. Dies war ein Schritt zu etwas mehr Komfort in Zeiten nicht abnehmbarer Räder: Im Fall einer Reifenpanne brauchte man nur den Kranz auszutauschen und konnte den defekten Reifen zu Hause abziehen und reparieren oder gleich zum Fachmann bringen. Vorgesehen waren Reifen der Dimension 29 ×3½ Zoll.
Zur Bremsanlage liegen keine Informationen vor. Üblicherweise wirkte entweder die Fußbremse auf Bremstrommeln an der Hinterachse und die Handbremse auf eine weitere Trommel am Getriebe oder der Kardanwelle. Moderne Konstruktionen verfügten über Innenbacken-Bremstrommeln, die mit dem Bremspedal betätigt wurden und Außenbackenbremsen, auf die mit der Handbremse eingewirkt wurde.
Der Benzintank war fassförmig und quer hinter den Sitzen angeordnet. Der Hersteller nannte einen Benzinverbrauch von 30 Meilen per US-Gallone (MPG), entsprechend 7,8 Liter pro 100 Kilometer.

### Karosserie
Model A hat eine zeittypische „Speedster“-Karosserie. Der hohe Motor machte eine sehr hohe Motorhaube erforderlich. Der Kühler war relativ hoch über der Vorderachse angebracht. Hinter der Spritzwand wölbte sich die Karosserie nach außen. Das Cockpit war minimalistisch und es gab weder Türen zu den einzelnen Schalensitzen noch einen Kofferraum. Es ist anzunehmen, dass eine Halterung zum Mitführen von Ersatz-Felgenkränzen am Heck angebracht war. Eine zeitgenössische Abbildung zeigt das Auto mit Kotflügeln und Beleuchtung. Demnach waren die vorderen Kotflügel kantig und gingen in das Trittbrett über. Die hinteren Kotflügel waren gerundet. Die Motorhaube wurde mit Lederriemen gesichert.
Zum Model F 4-passenger Torpedo gibt es leider keine Abbildung. Die Bezeichnung deutet auf eine ähnliche Ausführung hin, möglicherweise ebenfalls ohne Türen. Bei dieser Version muss der Fahrersitz deutlich nach vorn gerückt worden sein um Platz für die zweite Sitzreihe zu schaffen.

## Modellübersicht
| Modell                         | Bauzeit   | Motorenhersteller, -bauform, Ventilsteuerung | Hubraum                 | Leistung | Radstand          | Karosserie                | Preis                 |
| ------------------------------ | --------- | -------------------------------------------- | ----------------------- | -------- | ----------------- | ------------------------- | --------------------- |
| Model A Racytype Torpedo 12 HP | 1909–1911 | Only, Einzylinder, SV-Ventilsteuerung        | 206,3 cu in (3.381 cm³) |          | 104 in (2.642 mm) | Racytype Torpedo, 2 Sitze | 700 US$ 1911: 800 US$ |
| Model F 12 HP                  | 1911      | Only, Einzylinder, SV                        | 206,3 cu in (3.381 cm³) |          | 104 in (2.642 mm) | Torpedo, 4 Sitze          | 1050 US$              |

## Rennsport

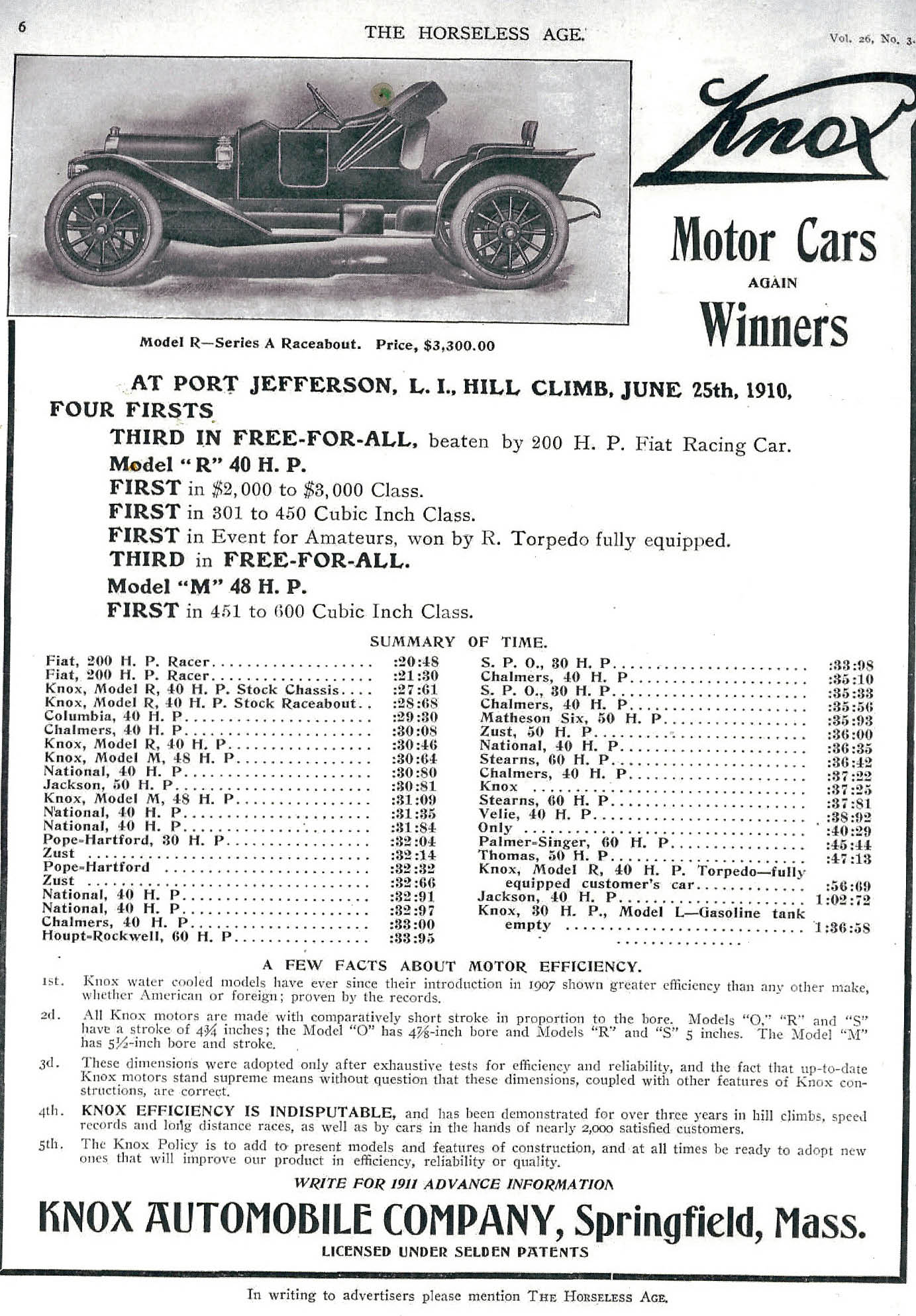
Anzeige von Knox mit Ergebnissen des Port Jefferson Hill Climb (1910)

1910 organisierte Richard eine Bergprüfung („Hill Climb“) in Port Jefferson. Die Strecke führte 2000 Fuß (610 m) über den East Broadway. 67 Fahrzeugen traten in 16 Rennen gegeneinander an. Es gab Klassen nach dem Listenpreis der Fahrzeuge wie auch nach Hubraumgröße und eine offene „Free-For-All“-Klasse, in der auch der Only, gefahren von einem Mr. Sloat, teilnahm. In dieser Klasse siegte Ralph DePalma in einem Fiat-Grand-Prix-Rennwagen mit einer Zeit von 20:48 Sekunden. Der Only wurde mit einer Zeit von 40:48 Sekunden Zehnter.
Das Rennen wurde erstmals ausgetragen, die Federführung lag beim Automobile Club of Port Jefferson, dem Richard wohl angehörte. Es war hochklassig besetzt. Zu den bekanntesten Teilnehmern gehörten neben DePalma Fred Belcher und Louis Disbrow. Die meisten Fahrzeuge am Start waren großvolumiger und deutlich stärker als der Only. Am Start waren u. a. Buick, Chalmers, Columbia, Houpt-Rockwell, Jackson, Knox, Matheson, National, Only, Palmer-Singer, Pope-Hartford, Stearns, Thomas, Velie und Züst. In der Preisklasse des Only waren Ford und Hupmobile vertreten. Warum der Only in der „offenen“ Klasse antrat, ist unklar.